# 斯特恩报告
斯特恩报告（Stern Review）由经济学家尼古拉斯·斯特恩为英国政府撰写的有关气候变化在经济学上影响的一个报告。该报告长达700页，于2006年10月30日公布。它探讨了影响全球气候变暖对世界经济的影响。该报告虽然不是第一次有关气候变化的经济报告，但意义重大，因为它是最大和最广为人知的报告，并讨论了气候变化的各种可能性。 
报告审查了关于气候变化本身的经济影响的证据，并探讨了稳定大气中温室气体的经济问题，认为，必须采取政策，管理气候变化的挑战，以低碳经济和确保社会能够适应气候的后果，人类不能再回避。
其主要结论是：关于气候变化及早采取行动的好处大大超过成本。

## 外部連結
报告全文